# Чёрно-жёлтый рогоклюв
Чёрно-жёлтый рогоклюв (лат. Eurylaimus ochromalus) — вид птиц семейства рогоклювых.

## Ареал
Вид распространён в Брунее, Индонезии, Малайзии, Мьянме и Таиланде. Населяет равнинные дождевые леса, торфяные болота. В Сингапуре вид уже исчез в некоторых областях. Его естественная среда обитания — субтропические или тропические влажные низинные леса и субтропические или тропические влажные горные леса. Данному виду угрожает потеря среды обитания.

## Описание
Длина тела от 13,5 до 15 см, масса 31—39 г. Голова чёрная, на шее белый воротник, на крыльях и спине жёлтое и чёрное оперение, брюхо светло-сиренево-розовое. Клюв сине-зелёный.

## Питание
Питается мелкими беспозвоночными и их личинками, а также спелыми фруктами и ягодами.

## Размножение
Размножение происходит с февраля по октябрь. В кладке 2—3 яйца.

## Галерея

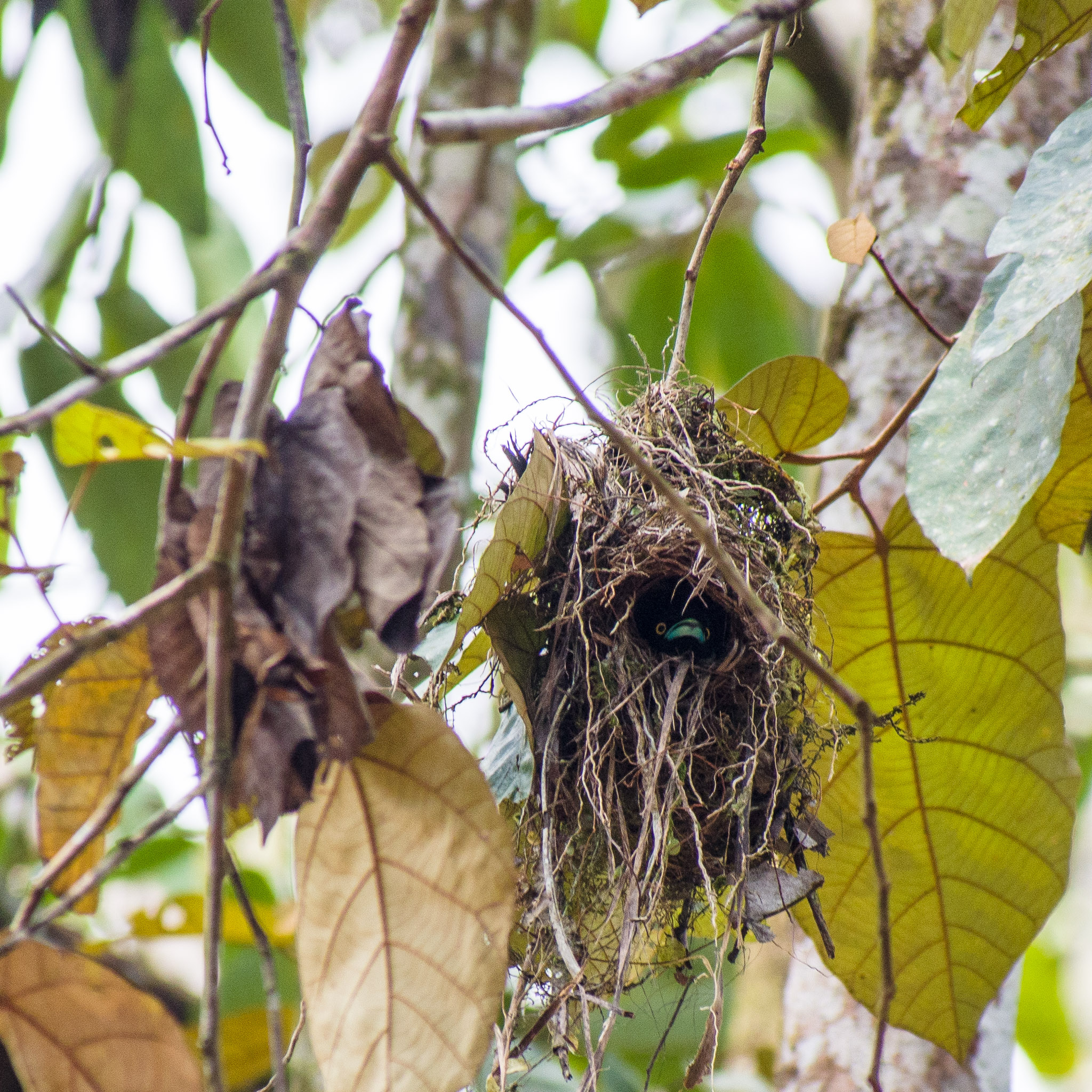
Гнездо
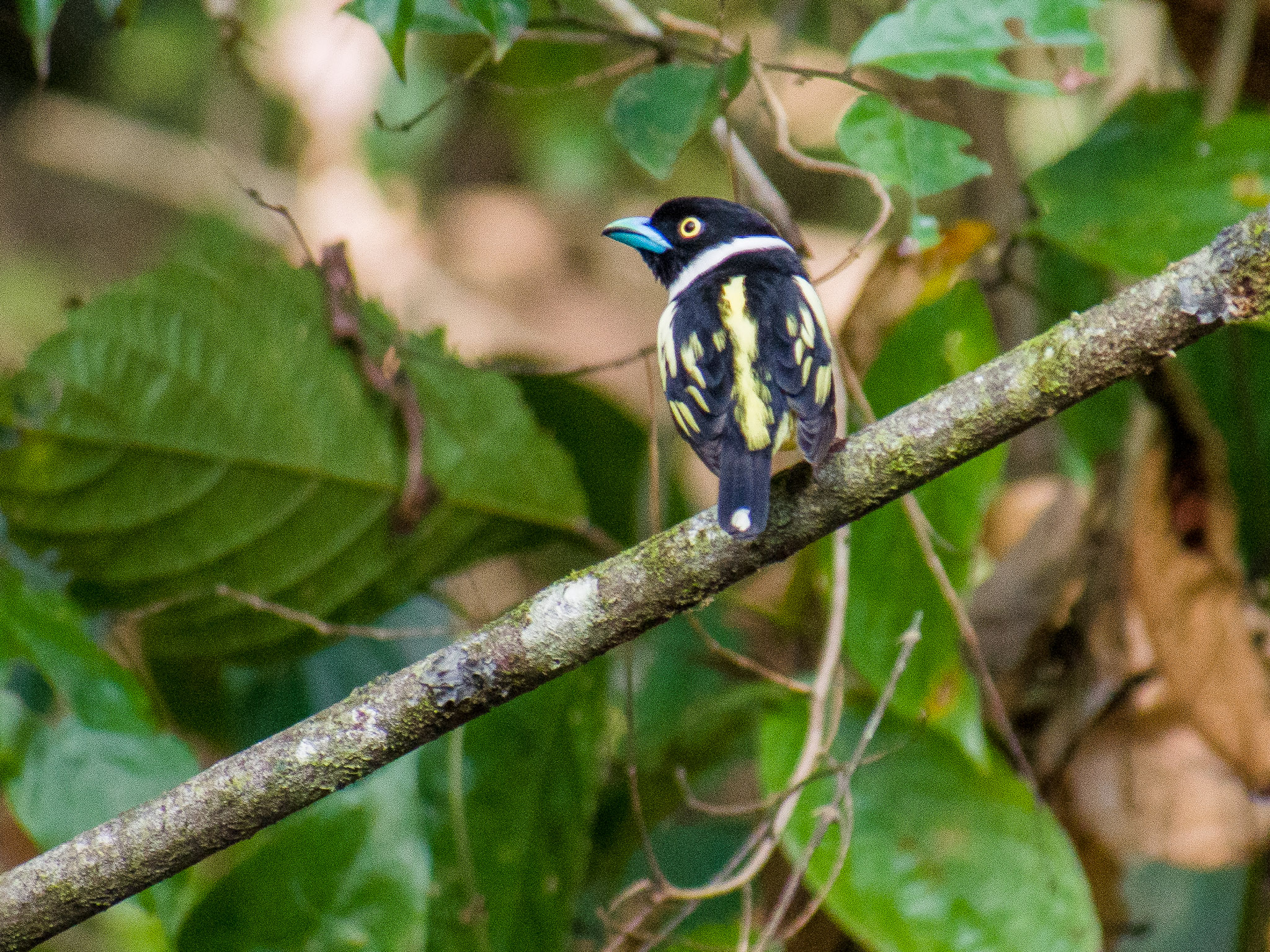
Черно-желтый рогоклюв в национальном парке Табин, Калимантан
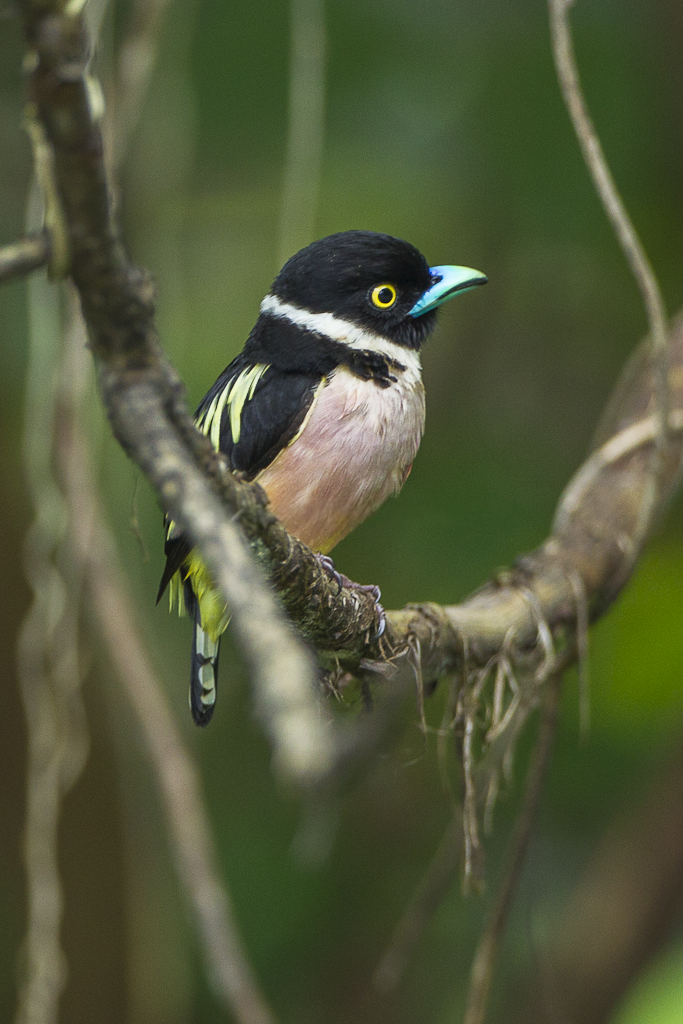
Птица в Таиланде